# Klęcino

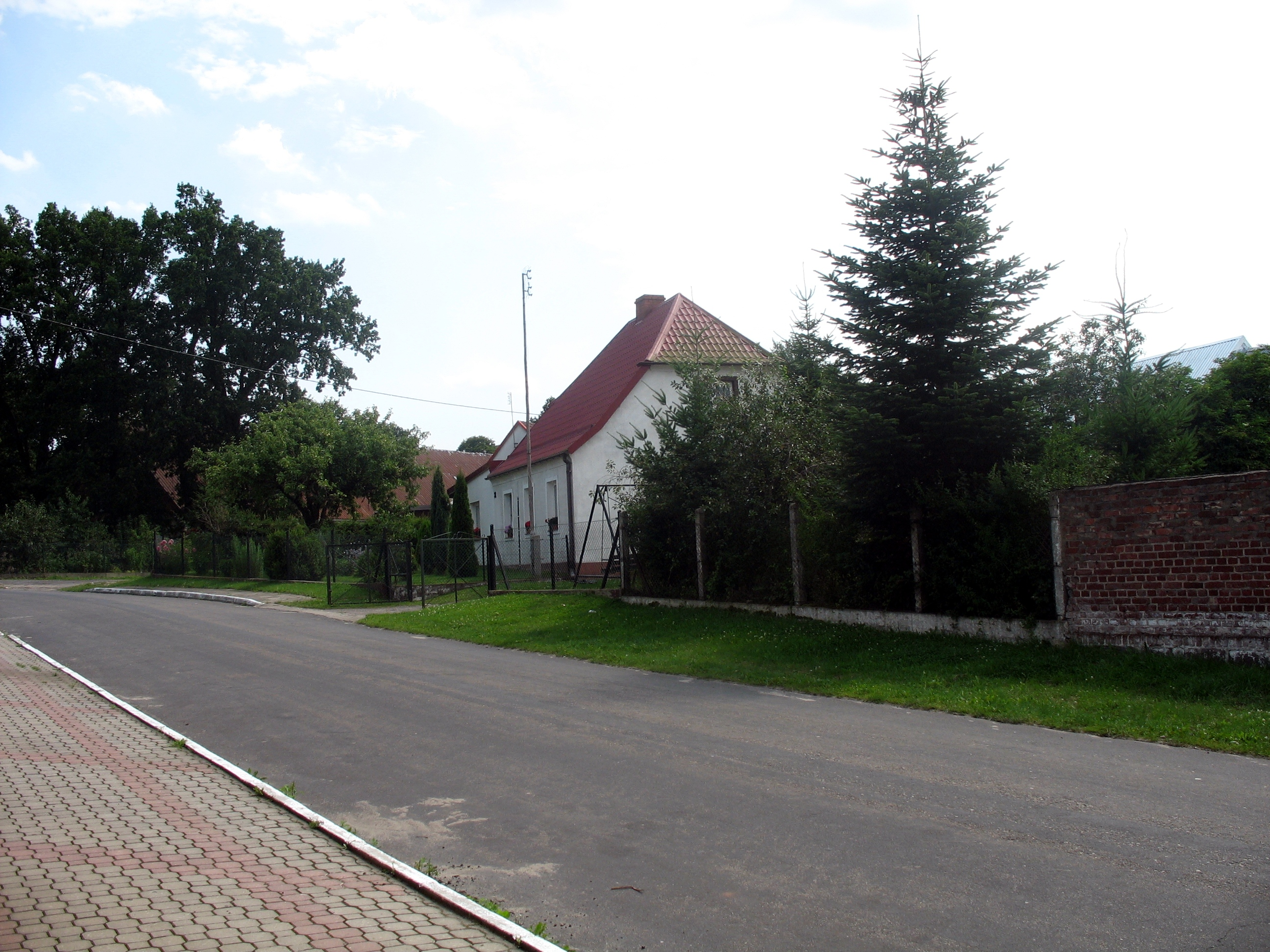
Dorfstraße in Klęcino

Klęcino (deutsch Klenzin, slowinzisch Knï̂cänɵ) ist ein Dorf im Powiat Słupski (Kreis Stolp) der polnischen Woiwodschaft Pommern.

## Geographische Lage
Das Dorf Klęcino liegt in Hinterpommern, etwa 26 Kilometer nordöstlich der Stadt Słupsk (Stolp) und drei Kilometer südwestlich des Kirchdorfs Główczyce (Glowitz).

## Geschichte
In älterer Zeit war der Ort ein Rittergut, das die uradlige Familie Lettow als Lehen besaß. In der Musterrolle von 1523 wurde ein Mickes Lettow tho klentzin genannt. Nach dem Tod des Landrats Claus Heinrich von Lettow ging Klenzin nach einem Teilungsvergleich 1742 für 9.000 Reichstaler an dessen Sohn, den späteren Obristen Ewald Georg von Lettow, über. Dieser überließ das Gut noch während seiner Lebenszeit seinem einzigen Sohn, Nicolaus Heinrich von Lettow.  Um 1784 gab es in Klenzin ein Vorwerk, acht Bauern, drei Kossäten, einen Schulmeister und insgesamt 21 Haushaltungen. Vor 1821 hatte Klenzin 204 Einwohner. Im 18. Jahrhundert besaß die Familie Lettow im Stolper Kreis neben Klenzin auch die Güter Groß Machmin und Damen. Noch 1884 und 1893 wurde die Familie Lettow-Vorbeck als Besitzerin des Gutes Klenzin genannt, 1910 waren Wilhelm von Krockow und 1938 L. Gräfin von Krockow die Besitzer.
Im Jahr 1925 standen in Klenzin 54 Wohngebäude. 1939 wurden in Klenzin  105 Haushaltungen und  426 Einwohner gezählt. Vor 1945 gehörte Klenzin zum Landkreis Stolp im Regierungsbezirk Köslin der Provinz Pommern. Die Gemeindefläche war 799 Hektar groß. In der Gemarkung Klenzin gab es insgesamt drei Wohnorte:
- Klenzin
- Neu Klenzin
- Wassermühle Klenzin

Klenzin wurde gegen Ende des Zweiten Weltkriegs am 9. Mai 1945 von der Roten Armee besetzt. Nach Kriegsende wurde Klenzin zusammen mit ganz Hinterpommern der Verwaltung der Volksrepublik Polen unterstellt. Bald danach wurden die ersten Polen in das Dorf umgesiedelt. Klenzin wurde in  Klęcino umbenannt. In der Folgezeit wurden die deutschen Dorfbewohner enteignet und vertrieben.
Später wurden in der Bundesrepublik Deutschland 213 und in der DDR 128 aus Klenzin vertriebene Dorfbewohner ermittelt.
Das Dorf hatte im Jahr 2006 250 Einwohner.

### Schule
Vor 1945 bestand in Klenzin eine einstufige Volksschule; im Jahr 1932 unterrichtete hier ein Lehrer 46 Schulkinder.

### Kirche
Die bis 1945 im Dorf anwesende Bevölkerung war evangelisch. Das Dorf gehörte zum Kirchspiel Glowitz und damit zum Kirchenkreis Stolp-Altstadt.